# Gil da Costa Monteiro

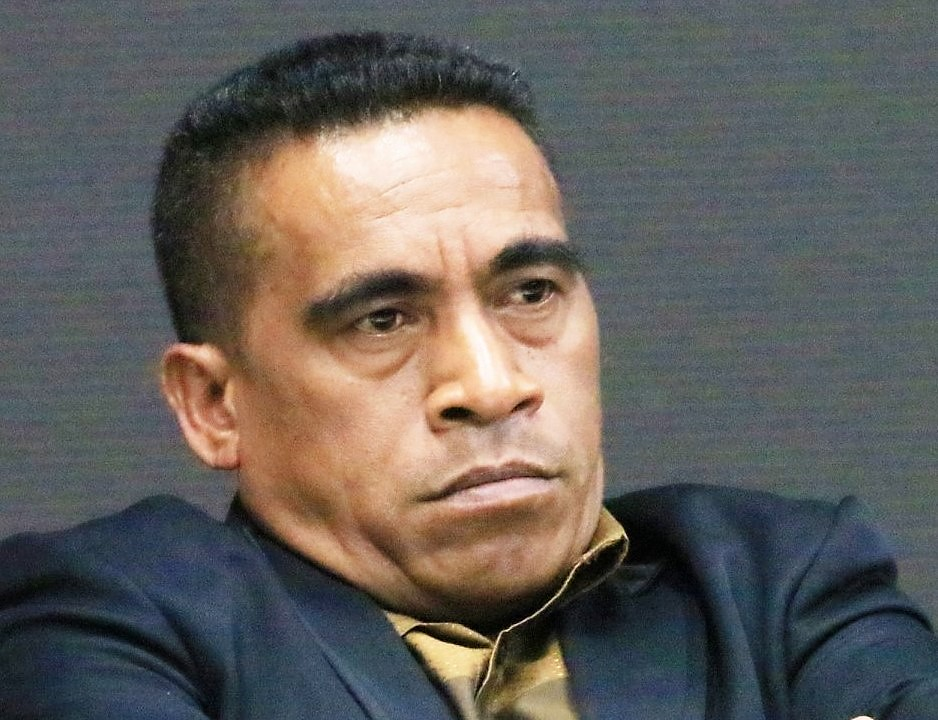
Gil da Costa Monteiro (2020)

Gil da Costa Monteiro, Kampfname Oan Soru, ist ein osttimoresischer Politiker. Er stammt aus der Region Ainaro und ist Veteran des Unabhängigkeitskrieges gegen Indonesien (1975–1999). Monteiro ist Mitglied des Congresso Nacional da Reconstrução Timorense (CNRT).

## Werdegang

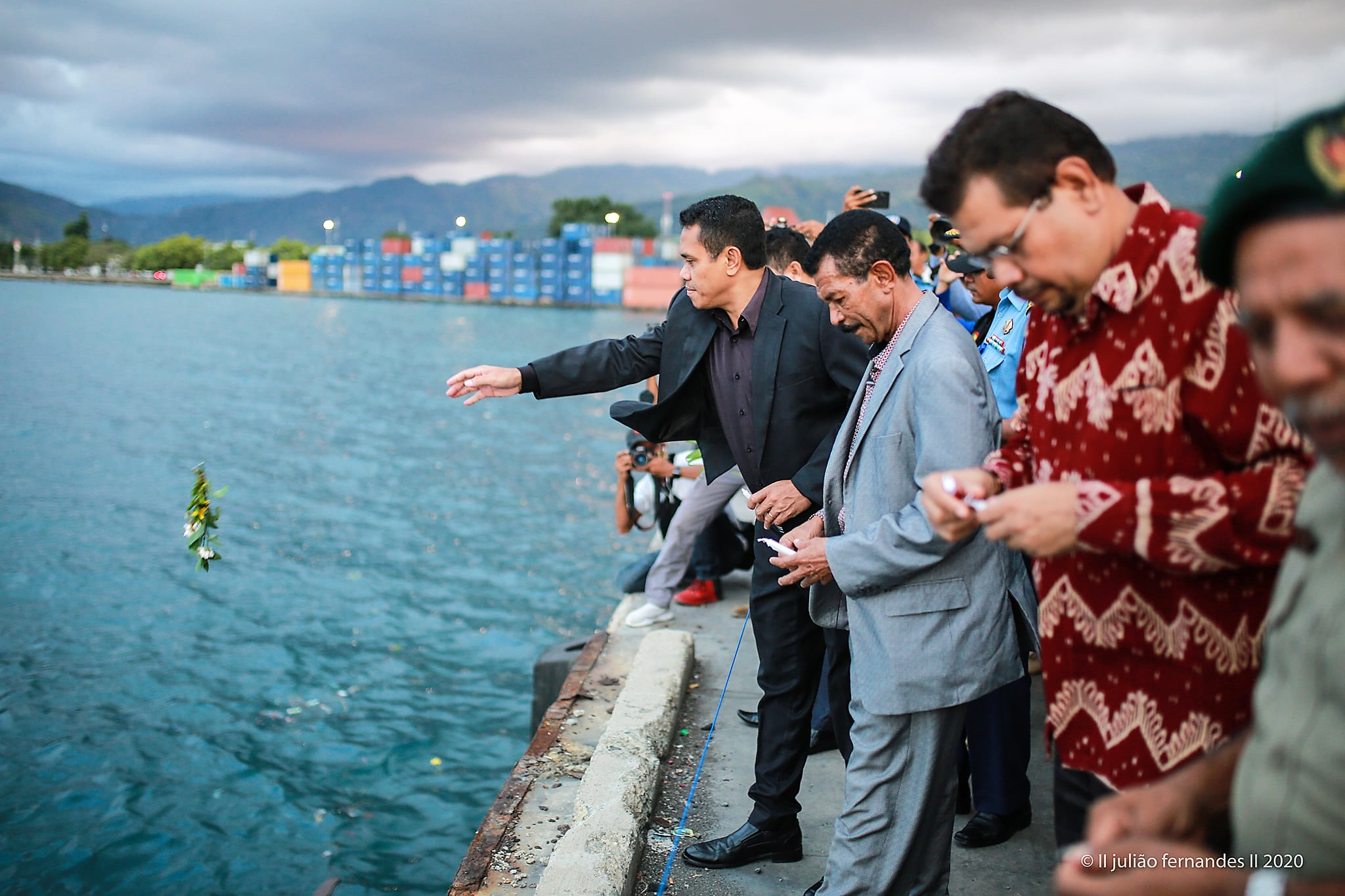
Monteiro mit Francisco Maria de Vasconcelos beim Gedenken an die am 7. Dezember 1975 am Hafen Ermordeten (2020)

2013 wurde Monteiro vom Präsidenten in den Rat zur Vergabe der osttimoresischen Orden und Ehrenzeichen berufen.
Am 22. Juni 2018 wurde Monteiro zum Staatssekretär für Angelegenheiten der Veteranen vereidigt. Er folgte damit André da Costa Belo, der das Amt von 2017 bis 2018 innehatte. Am 22. März 2022 wurde Monteiro durch Júlio da Conceição (Loro Mesak) in der Regierung ersetzt. Dem bisherigen Staatssekretär hatte Premierminister Taur Matan Ruak Untreue vorgeworfen und einige Tage vorher schon seine Entlassung mitgeteilt.
Am 1. Juli 2023 wurde Monteiro in der IX. Regierung Osttimors von Premierminister Xanana Gusmão zum Minister für Angelegenheiten der Kämpfer der nationalen Befreiung vereidigt.

## Auszeichnungen
2018 erhielt Monteiro den Ordem de Timor-Leste (Medal) für seine Verdienste im Freiheitskampf gegen die Indonesier.